# مايك وايت (لاعب كرة قدم أمريكية أمريكي)
مايك وايت (بالإنجليزية: Mike White)‏ هو لاعب كرة قدم أمريكية أمريكي، ولد في 11 أغسطس 1957 في أوغستا في الولايات المتحدة.

## وصلات خارجية
- مايك وايت على موقع مرجع كرة القدم المحترفة.كوم (الإنجليزية)